# Parque nacional Isla Posesión
Isla Posesión es un parque nacional en Queensland (Australia), ubicado a 2168 km al noroeste de Brisbane.

## Datos
- Área: 5,10 km²
- Coordenadas: 10°43′36″S 142°23′49″E / -10.72667, 142.39694
- Fecha de Creación: 1977
- Administración: Servicio para la Vida Salvaje de Queensland
- Categoría IUCN: II

Véase también:
- Zonas protegidas de Queensland

- Datos: Q21538562